# 比斯基夫
48°4′56″N 25°6′51″E / 48.08222°N 25.11417°E
比斯基夫（烏克蘭語：Бісків）是位於烏克蘭西南部的村莊，由切爾諾夫策州維日尼察區的烏斯特-普季拉市鎮負責管轄。該村處於比斯基夫河畔，海拔高度1,067米，2001年該村落人口191。